# فرایهونگ
فرایهونگ (به آلمانی: Freihung) یک شهر در آلمان است که در امبرگ-سولزباخ واقع شده‌است. فرایهونگ ۲٬۵۹۱ نفر جمعیت دارد.